# Jhingergācha
Jhingergācha (bengali: Jhikargāchha, Jhikergacha) är en ort i Bangladesh.   Den ligger i provinsen Khulna, i den sydvästra delen av landet, 150 km väster om huvudstaden Dhaka. Jhingergācha ligger 15 meter över havet och antalet invånare är 41 957.
Terrängen runt Jhingergācha är mycket platt. Runt Jhingergācha är det mycket tätbefolkat, med 1 095 invånare per kvadratkilometer.. Närmaste större samhälle är Jessore, 14,1 km nordost om Jhingergācha. 
Trakten runt Jhingergācha består till största delen av jordbruksmark.